# 赫爾曼·列維

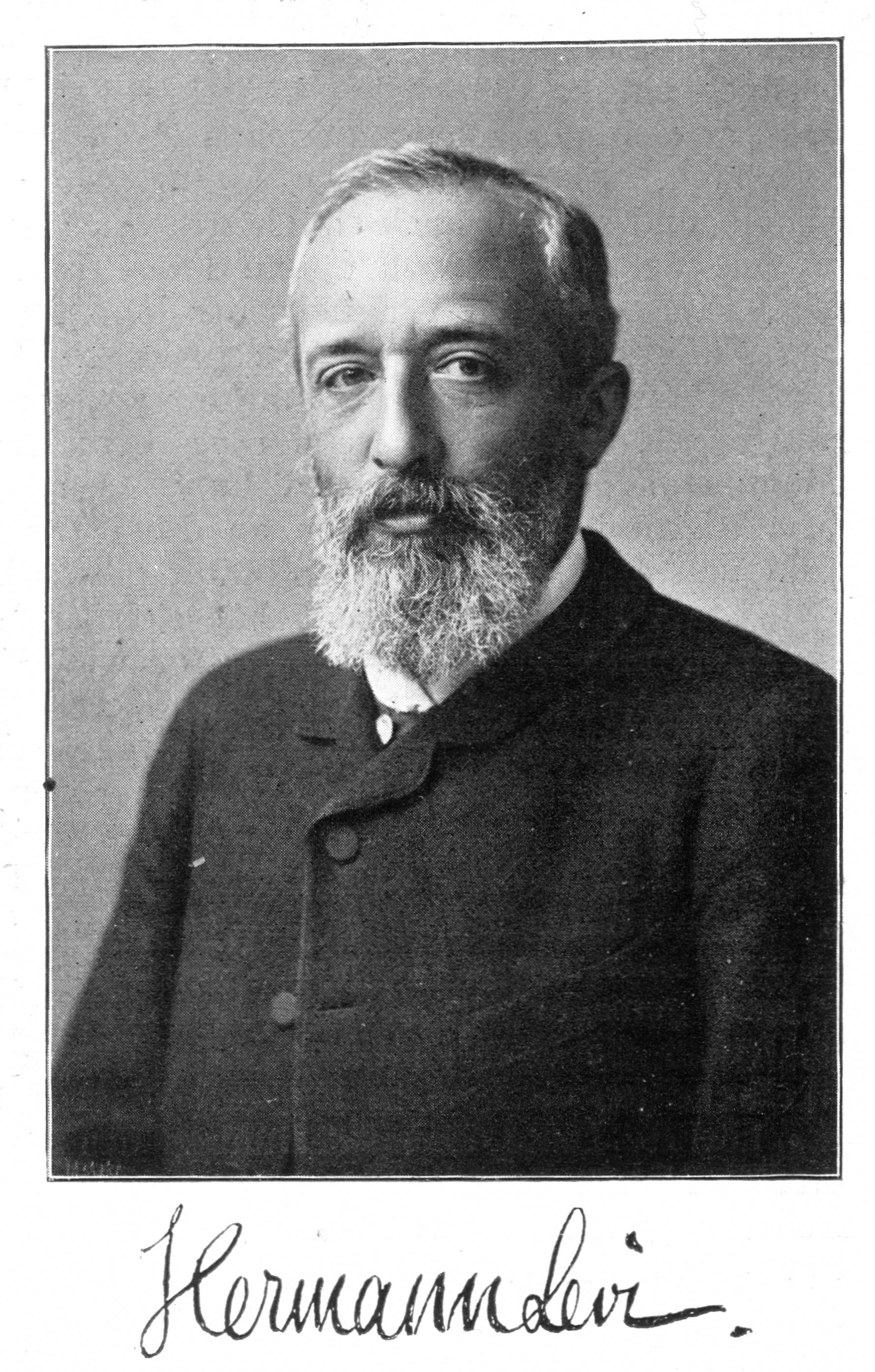
列維攝像與簽名

赫爾曼·列維（德語：Hermann Levi；1839年11月7日—1900年5月13日）是一位德國猶太指揮家，作曲家。
列維在吉森出生，父親是一位拉比。他在吉森和曼海姆接受教育，之後受到文森茲·拉赫納的注意。1855年至1858年間，列維就讀於萊比錫音樂院，完成學業後，在萨尔布吕肯找到生涯第一份音樂總監職務。1862年至1864年間，擔任鹿特丹德意志歌劇院的主指揮，而後輾轉於卡尔斯鲁厄（1872年止）、慕尼黑（1896年止）等地。除指揮活動外，列維也任教於萊比錫音樂院，其徒生包括埃米爾·施泰因巴赫。
列維是首屆拜罗伊特音乐节的指揮，他的名聲和音樂藝術，與理查德·瓦格纳有相當密切的關係，倆人亦有不錯的私交。
1895年，造訪倫敦。1900年在慕尼黑過世，厝靈在加米施-帕滕基兴的莊園陵寢。

## 作品

### 作曲
列維的第1號作品是一首鋼琴協奏曲，在巴黎出版。此外他還寫了一首小提琴奏鳴曲。

## 軼事
- 1882年列維在拜罗伊特指揮《帕西法尔》演出，對於其以「異教徒」身分指揮自己的作品，作曲家表示了強烈的反對。在路德维希二世的調停下，瓦格納才接受這個安排[1]。

## 外部連結
- 赫爾曼·列維的Discogs页面（英文）